# Matthias Castritius
Matthias Castritius (als Matthias Geltzenleuchter geboren) (* um 1530 in Darmstadt; begraben am 10. März 1582 in Frankfurt am Main) war ein deutscher Rechtsgelehrter. 

## Leben
Matthias Castritius entstammte der im Raum Darmstadt weit verbreiteten Familie Geltzenberger. 1545, als er sich an der Philipps-Universität Marburg zum Jurastudium einschrieb, nannte er sich Matthias Castratorius. Dies ist die latinisierende Form von Kastrierer (Geltzenleuchter). Er setzte 1551 sein Studium in Heidelberg unter dem vereinfachten Namen Castritius fort und promovierte zum Doktor beider Rechte. Als Lehrer an der Augustinerschule Friedberg war er bis zum Jahre 1555 tätig, als er zum kaiserlichen Rat und Syndikus der Burg Friedberg berufen wurde. Dieses Gebiet war verfassungsrechtlich ein selbständiges Territorium und unterstand direkt dem Kaiser. Gegenüber dem Deutschen Reich und der Burg kündigte er 1579 seine Dienste auf und zog sich in sein Haus Zum Bock in Frankfurt zurück. Er wurde am 10. März 1582 in Frankfurt begraben, wo er am gleichen Tage oder tags zuvor verstorben war. Er war zweimal verheiratet und hatte auch Kinder. Seine erste Frau Ottilie von Brussel († 1566) ist in der Stadtkirche von Friedberg begraben. Der Grabstein trägt ihr Wappen und das ihres Mannes Matthias Castritius.

## Werke (Auswahl)
- 1562 Judenordnung für die Herrschaft Münzenberg
- 1565 Deutsche Geschichte,  Kaiser Maximilian II. gewidmet
- Practica Forensis des Masuerius
- Liber de Exceptionibus des M. Nepos von Monte Albano
- Halsgerichtsordnung für den Hof Häusel in der Herrschaft Eppstein